# Biserica Ortodoxă Cehă și Slovacă
Biserica Ortodoxă a Ținuturilor Cehiei și Slovaciei este comunitatea creștină ortodoxă de pe teritoriul Republicii Cehe și al Republicii Slovacia, cu statutul de Biserică autocefală. Întâistătătorul său este PF Rastislav de Prešov, al Ținuturilor Cehiei și Slovaciei.

## Istoric

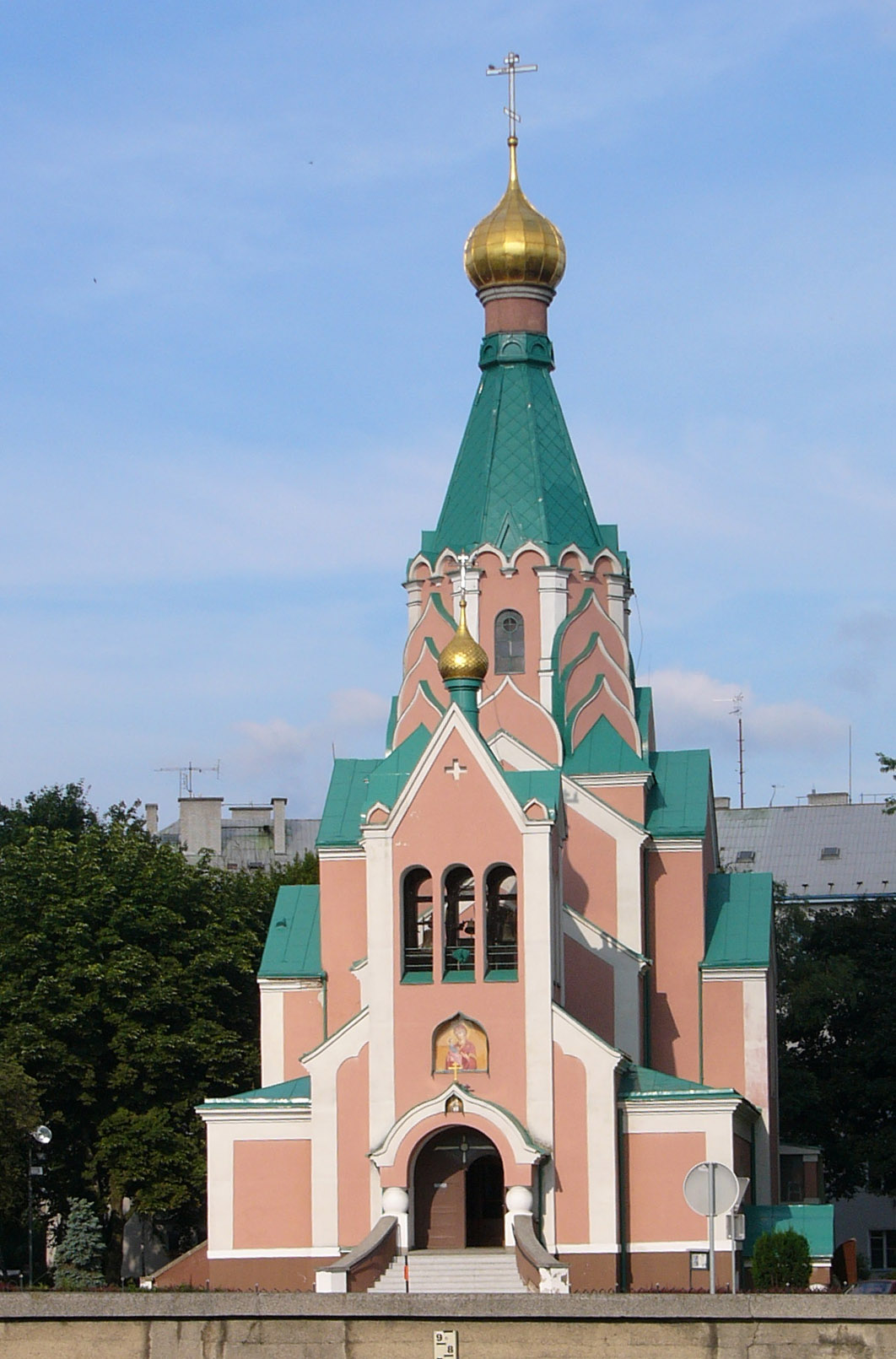
Biserica ortodoxă cehă din Olomouc

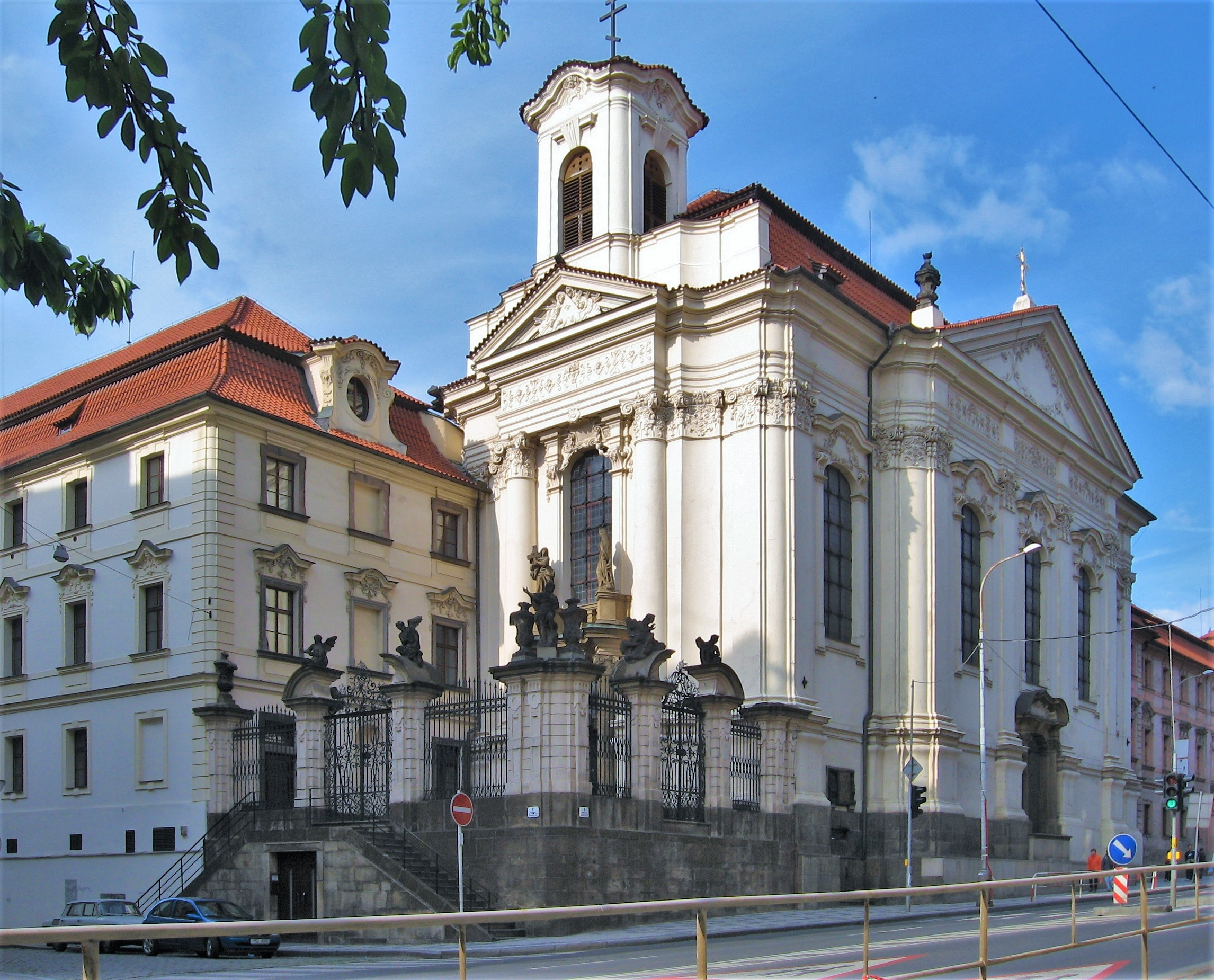
Catedrala ortodoxă Sf. Chiril şi Metodie din Praga (până în 1935 biserică romano-catolică)

Biserica Cehiei și a Slovaciei are atât o istorie străveche cât și una foarte modernă. Biserica zilelor noastre se găsește în spațiul Moraviei, unde  Sfinții frați Chiril și Metodie și-au început misiunea printre slavi, introducând rânduiala liturgică și canonică a Bisericii Ortodoxe, tradusă în slavonă. Pentru a reuși aceasta, ei au dezvoltat primul alfabet slav. Realizările lor au fost distruse după ce Metodius a murit în 885, iar Papa Ștefan al V-lea i-a obligat pe toți discipolii fraților să părăsească teritoriile care astăzi constituie Republica Cehă. Ortodoxia a supraviețuit în Slovacia datorită apropierii și influenței Rusiei Kievene până la unirea cu Roma, instituită de curtea vieneză.
După ce restricțiile impuse Ortodoxiei au fost îndepărtate la sfârșitul Primului Război Mondial, mulți oameni au părăsit Biserica Romano-Catolică. Mulți au privit spre Biserica Ortodoxă a Serbiei, pentru că fuseseră parte din aceasta în timpurile anterioare războiului. Printre cei care căutau Biserica Ortodoxă era și un preot romano-catolic, Matthias Pavlík, care era interesat de ortodoxie de mulți ani. Biserica Serbiei a consimțit să-l hirotonească pe Pavlík ca episcop al Bisericii Ortodoxe cu numele de Gorazd Pavlík.
În 25 septembrie 1921 arhimandritul Gorazd Pavlík a fost hirotonit ca episcop de Moravia și Silezia la Catedrala Sfântului Arhanghel Mihail din Belgrad, Yugoslavia, de către patriarhul Dimitrie al Serbiei. Episcopul Gorazd Pavlík a fost considerat succesor al arhiepiscopului Metodius al Moraviei și a primit numele discipolului și succesorului Sfântului Metodie, episcopul Gorazd.
În calitatea de conducător al ortodocșilor din noua Cehoslovacie, Episcopul Gorazd a așezat fundația Bisericii Ortodoxe în întreaga Boemie, Moravie și în Slovacia. În Boemia, el a supravegheat construcția a unsprezece biserici și două capele. De asemenea, el a publicat cărțile esențiale ale slujbelor bisericii care erau traduse în limba cehă. El a oferit sprijinul său acelora din Slovacia și Rusia Subcarpatică care atunci erau în componența Cehoslovaciei, și care doreau să se reîntoarcă la credința lor tradițională ortodoxă din unire. În acest fel, în perioada interbelică, episcopul Gorazd a construit mica Biserică a Cehiei care în timpul celui de Al Doilea Război Mondial va arăta cât de strâns legată era de națiunea cehă.
Când Hitler și naziștii au mărșăluit prin Europa, apăsătoare dominație a coborât peste toate națiunile din zonă. Cehoslovacia nu făcea excepție, suferind sub administrația acolitului lui Hitler, Reichsprotector Reinhard Heydrich. După atentatul din 27 mai 1942 asupra mașinii lui Heydrich în apropierea Catedralei Sfinților Chiril și Metodie din Praga, patrioții cehi s-au refugiat în cripta catedralei înainte de a-și continua evadarea. Ei au fost ajutați de mirenii credincioși din biserică, care l-au informat de aceasta pe episcopul Gorazd. Oricum, prezența lor a fost descoperită de naziști și în data de 18 iunie aceștia i-au atacat în ascunzătoarea lor, omorându-i. Preoții ortodocși, laicii și episcopul Gorazd au fost arestați și executați de un pluton de execuție în data de 4 septembrie 1942.
Ca represalii, naziștii au interzis Biserica Ortodoxă în Protectoratul Boemiei și Moraviei. Bisericile și capelele au fost închise și au fost organizate arestări masive ale populației cehe, inclusiv în satul Lidice, ai cărui locuitori au fost cu toții fie uciși, fie trimiși în lagărele de muncă forțată. Întreaga Biserică Ortodoxă a căzut sub persecuțiile naziștilor și a fost decimată. Un număr de 256 de preoți și laici au fost executați, iar viața Bisericii a încetat.
După al Doilea Război Mondial, Biserica Ortodoxă din Cehoslovacia a început să se reorganizeze, dar fără episcop. În data de 9 decembrie 1951, Patriarhul Moscovei a acordat autocefalia Bisericii Ortodoxe a Cehoslovaciei, dar această acțiune nu a fost recunoscută de Constantinopol, care consideră Biserica Cehoslovacă drept autonomă sub autoritatea sa. Patriarhul Constantinopolului a acordat ulterior un tomos de autocefalie în data de 27 august 1998.
Mucenicia episcopului Gorazd a fost recunoscută de Biserica Ortodoxă Sârbă în 4 mai 1961, care l-a proclamat pe Gorazd ca Nou Mucenic. După aceea, pe 24 august 1987, el a fost canonizat și la Catedrala Sfântul Gorazd din Olomouc, Moravia.

## Administrația
După ce Republicile Cehă și Slovacă s-au separat în republici independente, viața Bisericii a continuat în fiecare țară sub forma a două entități legale separate: în Republica Cehă, ca Biserica Ortodoxă din Ținuturile Cehiei iar în Republica Slovacă sub numele de Biserica Ortodoxă din Slovacia, dar unitatea canonică a fost menținută sub numele de Biserica Ortodoxă din Ținuturile Cehiei și Slovaciei. Biserica este acum organizată în patru  eparhii, împărțite în două centre administrative:  pentru Republica Cehă, Sinodul Mitropolitan cu sediul la Praga, iar pentru Republica Slovacia Sinodul Mitropolitan din Presov. Sub autoritatea Sinodului din Praga se găsesc eparhiile de Praga și Olomouc-Brno, în timp ce eparhiile de Presov și Michalovce se gasesc sub jurisdicția sinodului din Slovacia.
După moartea PreaFericitului Mitropolit Dorotheus de Praga și a toată Cehoslovacia, arhiepiscopul Nicolae din Presov fost ales mitropolit, iar sediul patriarhal a fost mutat de la Praga la Presov. Mitropolitul Nicolae a trecut la Domnul în data 30 ianuarie 2006; locul său a fost luat de Arhiepiscopul Hristofor de Praga și al Ținuturilor Cehiei (ales 2 mai 2006).
În Republica Cehă sunt 82 de parohii, dintre care 51 în Boemia și 31 în Moravia și Silezia. În Republica Cehă sunt 69 de parohii în eparhia de Presov și 21 în eparhia de Michalovce. Facultatea de Teologie Ortodoxă din Presov asigură educația viitorilor preoți pentru ambele Biserici. Facultatea are și o secție detașată în Olomouc.
Mănăstirea Sfântului Procopie din Sazava este situată în Most, și cea a Adormirii în Vilemov.